# Zeta Delphini

Zeta Delphini en la constelación Delphinus.

Zeta Delphini (ζ Del / 4 Delphini / HD 196180 / HR 7871) es una estrella en la constelación del Delfín. De magnitud aparente +4,66, es la sexta más brillante dentro de su constelación. 
Zeta Delphini es una estrella blanca de la secuencia principal de tipo espectral A3V y 8336 K de temperatura superficial. Muchas de las estrellas brillantes del cielo nocturno son estrellas similares, siendo Sirio (α Canis Majoris) y Vega (α Lyrae) probablemente las más conocidas. Zeta Delphini, con una luminosidad 65 veces mayor que la luminosidad solar, es intrínsecamente más luminosa que cualquiera de ellas; sólo su mayor distancia respecto a nosotros, 227 años luz, hace que su brillo aparente sea menor.
Sus características físicas son más parecidas a las de Chertan (θ Leonis) o Skat (δ Aquarii), pero a diferencia de la primera, posee una alta velocidad de rotación de al menos 96 km/s —113 km/s según otro estudio—, unas 50 veces más rápida que la del Sol.
Tiene una masa 2,5 veces mayor que la del Sol y ha consumido el 91% de su vida como estrella de la secuencia principal.
La abundancia de los distintos elementos químicos en Zeta Delphini presenta ciertas diferencias respecto al Sol.
Si bien su contenido relativo de hierro es prácticamente igual al del Sol ([Fe/H] = -0,05), el nivel de sodio es 3,6 veces más alto que en nuestra estrella.
En el otro extremo, es deficiente en elementos como bario y estroncio; este último metal es cuatro veces más escaso que en el Sol.